# Metaballus sagaeformis
Metaballus sagaeformis är en insektsart som beskrevs av Herman 1874. Metaballus sagaeformis ingår i släktet Metaballus och familjen vårtbitare. Inga underarter finns listade i Catalogue of Life.